# William S. Harley

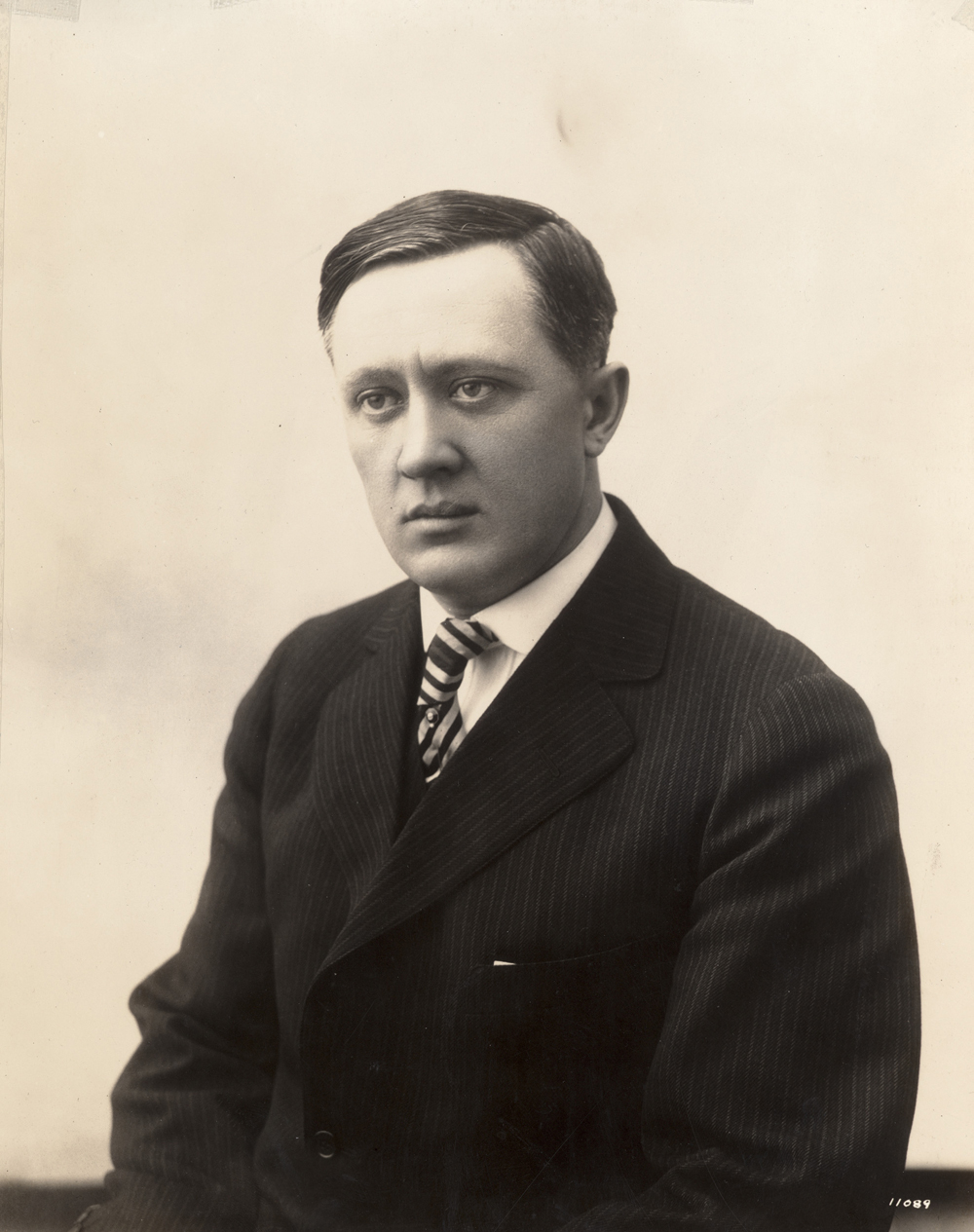
William Harley

William Sylvester Harley (* 29. Dezember 1880 in Milwaukee; † 18. September 1943 ebenda) war ein US-amerikanischer Unternehmer, Erfinder und Mitgründer der Firma Harley-Davidson.

## Herkunft und Geschichte
Der Vater von William Sylvester Harley, William Harley (sen.) emigrierte 1860 von Littleport (Cambridgeshire) in England, Vereinigtes Königreich, in die Vereinigten Staaten. Er trat in die United States Army im Sezessionskrieg ein, heiratete danach Mary Smith und zog nach Wisconsin, um bei der Eisenbahn zu arbeiten. Die Familien Harley und Davidson waren Nachbarn in Milwaukee.
William Sylvester Harley war ab 1896 bei der Meiselbach Bicycle Factory in North Milwaukee tätig. Von 1901 bis 1903 arbeitete Harley als technischer Zeichner bei der Firma Pawling & Harnischfeger in Milwaukee. Als einschneidendes Erlebnis für Harley wird vor allem der Auftritt der Schauspielerin Anna Held genannt, die 1901 aufsehenerregend mit einem De-Dion-Bouton-Motordreirad durch die Straßen von Milwaukee fuhr. Erste Konstruktionszeichnungen eines eigenen 116-cm³-Motors sind von William Harley aus dieser Zeit bekannt. 1903 bezogen Harley und Arthur Davidson ihre erste eigene Werkstatt, einen kleinen Schuppen hinter dem Haus der Familie Davidson in Milwaukee.
Von 1903 bis 1907 studierte Harley  Maschinenbau an der University of Wisconsin–Madison und erhielt den Bachelor of Science Degree in Mechanical Engineering.

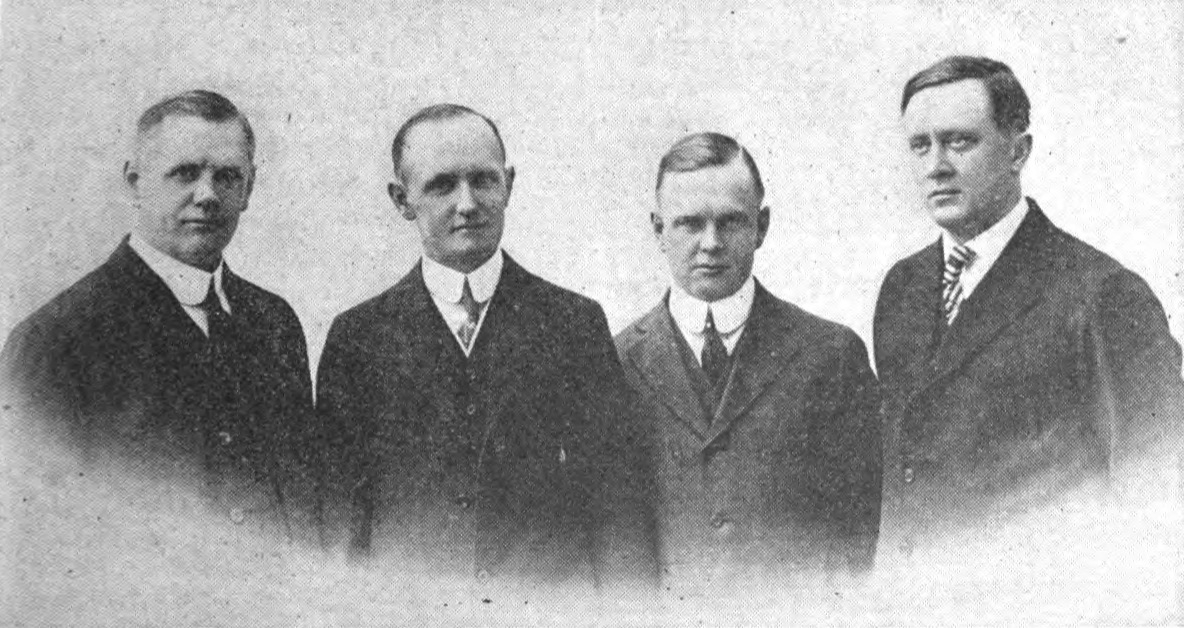
Die Gründer der Harley-Davidson Motor Company im Jahr 1920: William Harley ganz rechts, daneben Arthur, Walter und William Davidson

Am 22. September 1907 wurde offiziell bei einem Notar die Harley-Davidson Motor Company of Milwaukee gegründet. Präsident wurde Walter Davidson, Sekretär und Verkaufsmanager Arthur Davidson, William Harley Chefingenieur und William Davidson Vizepräsident und Produktionsleiter.
Sein erstes Patent erhielt Harley am 27. November 1909 auf einen Riemenspanner, der ab dem Modell 7 zur Anwendung kam; weitere Patente folgten. 1910 heiratete Harley Anna Jachthuber, zwei Söhne und eine Tochter gingen aus dieser Ehe hervor. Harley blieb bis zu seinem Tod verantwortlicher technischer Direktor und Chefingenieur von Harley-Davidson.